# História da espectrometria de massa

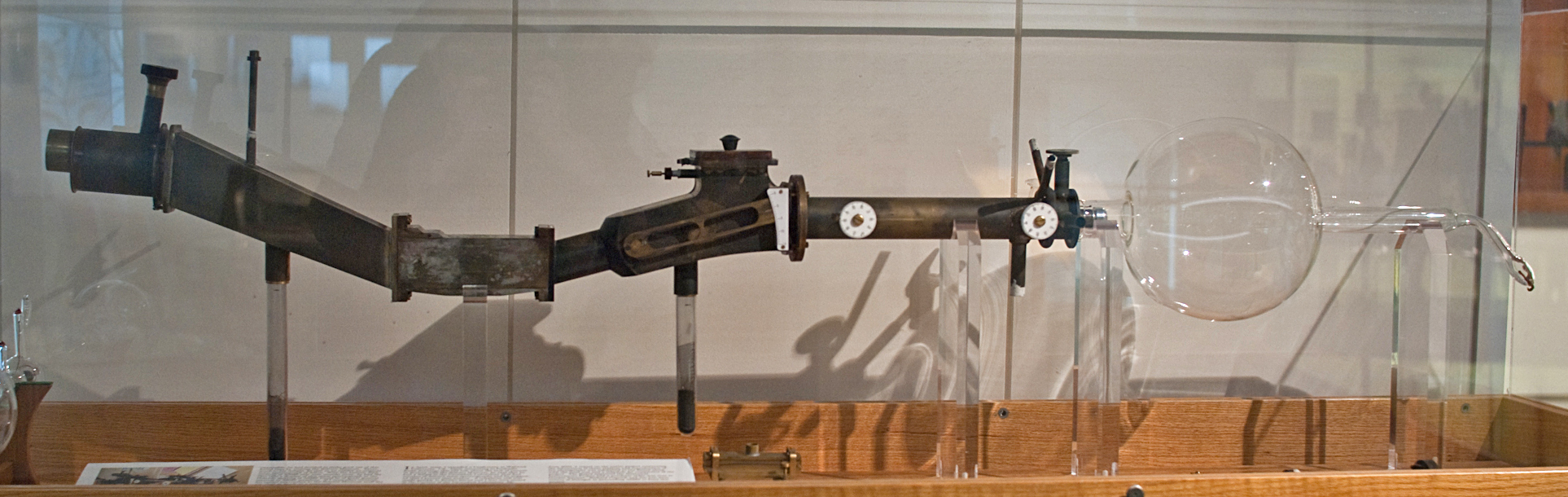
Réplica do terceiro espectrógrafo de massa de F. W. Aston

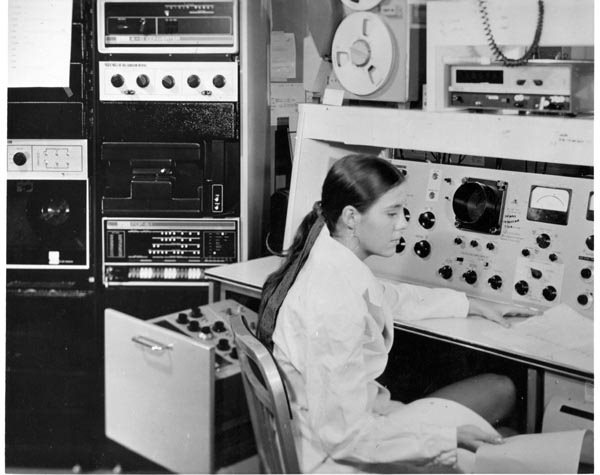
Um espectrômetro de massa em uso nos INS em 1975

A história da espectrometria de massa tem suas raízes nos estudos físicos e químicos sobre a natureza da matéria. O estudo das descargas gasosas em meados do século XIX levou à descoberta dos raios anódicos e catódicos, que se revelaram íons positivos e elétrons. As capacidades aprimoradas na separação desses íons positivos permitiram a descoberta de isótopos estáveis dos elementos. A primeira dessas descobertas foi com o elemento neônio, que mostrou por espectrometria de massa ter pelo menos dois isótopos estáveis: 20Ne (neônio com 10 prótons e 10 nêutrons) e 22Ne (neônio com 10 prótons e 10 nêutrons). Espectrômetros de massa foram usados no Projeto Manhattan para a separação dos isótopos de urânio necessários para criar a bomba atômica.